# Neodactria
Neodactria là một chi bướm đêm thuộc họ Crambidae.

## Các loài
- Neodactria daemonis B. Landry & Klots, 2005
- Neodactria oktibbeha B. Landry & R.L. Brown, 2005